# 비고 라르센
옌스 비고 라르센(Jens Viggo Larsen, 1880년 8월 14일 ~ 1957년 1월 6일)은 덴마크의 배우이다.